# 謝利西科
49°40′5″N 24°7′19″E / 49.66806°N 24.12194°E
謝利西科（烏克蘭語：Селисько），是烏克蘭西部的村莊，隸屬利維夫州的利維夫區。該村面積1.33平方公里，海拔高度278米，2001年人口171，人口密度每平方公里128.57人。